# Антонивка
Антонивка (на украински: Антонівка) е селище от градски тип в Южна Украйна, Днипровски район на Херсонска област. Населението му е около 13 015 души.